# Cửa hàng người lớn

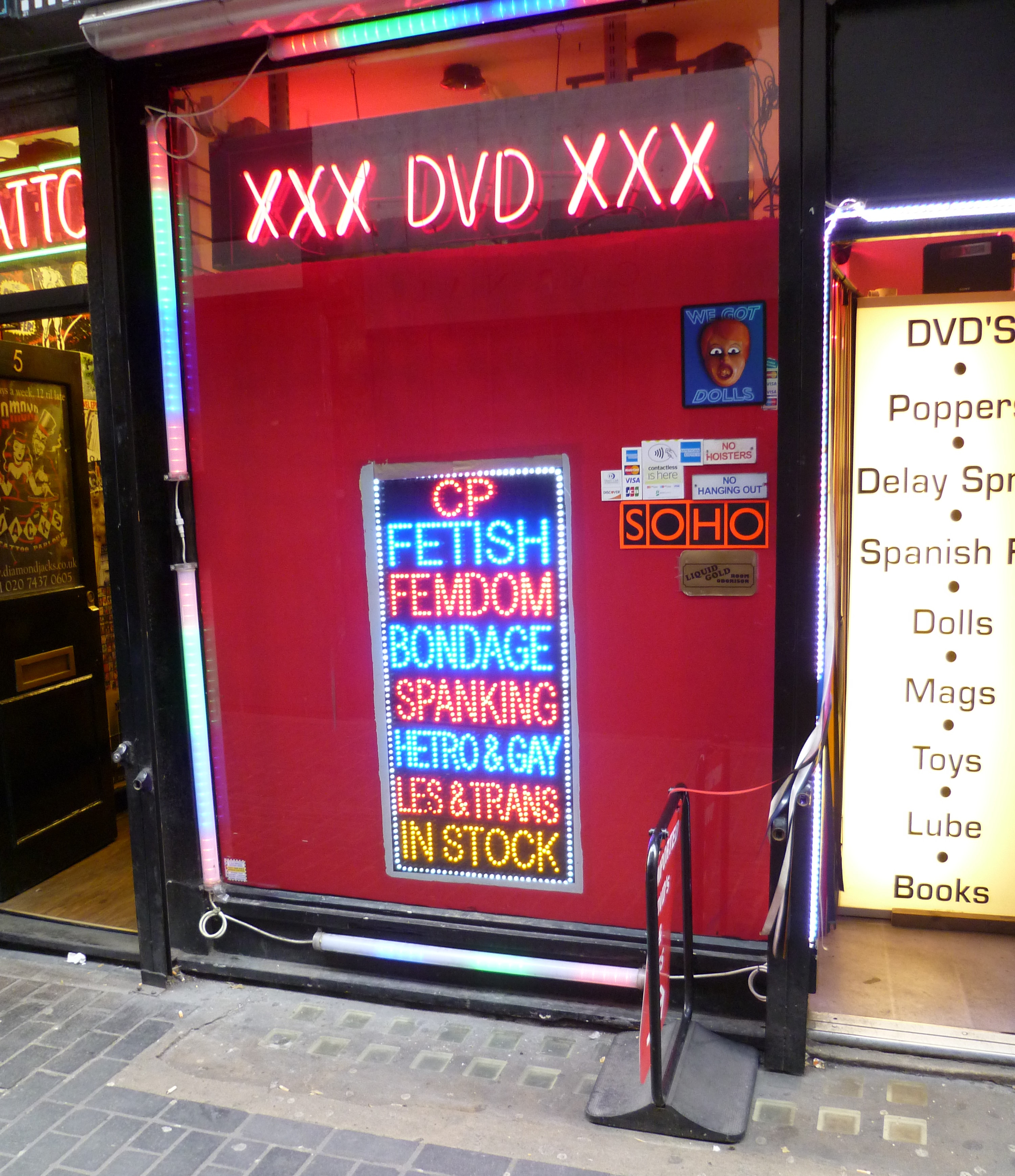
Cửa hàng người lớn tại Walker's Court, Soho, London.

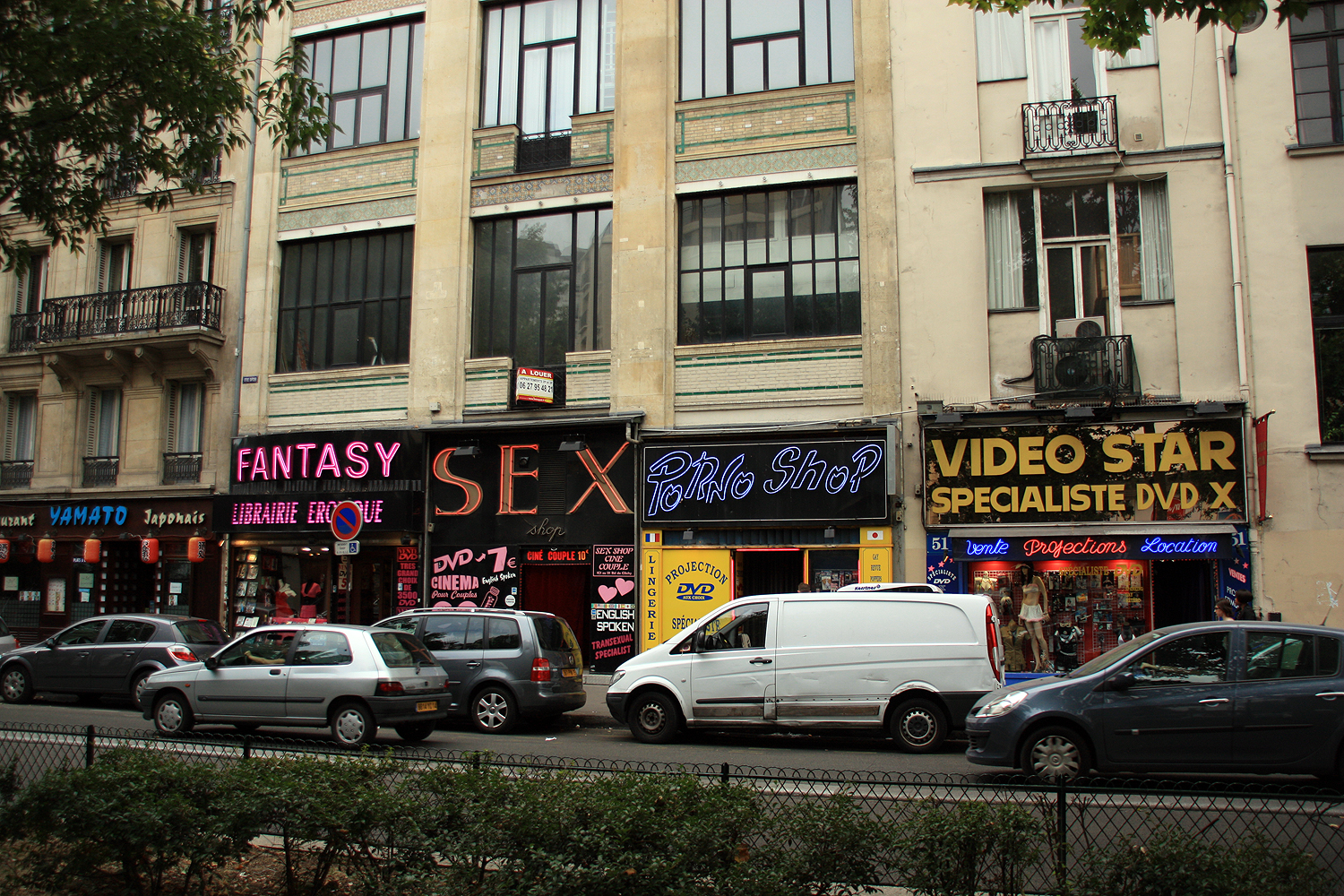
Cửa hàng người lớn tại Boulevard de Clichy, Paris

Một cửa hàng người lớn hoặc cửa hàng khiêu dâm (tiếng Anh: sex shop, adult shop hay erotic shop) là một nhà bán lẻ chuyên bán các sản phẩm liên quan đến giải trí tình dục hoặc khiêu dâm người lớn, chẳng hạn như máy rung, đồ lót, quần áo, sách báo khiêu dâm và các sản phẩm liên quan khác. Cửa hàng người lớn đầu tiên trên thế giới được mở cửa vào năm 1962 bởi Beate Uhse AG ở Flensburg, Tây Đức và cửa hàng người lớn bây giờ có thể được tìm thấy ở nhiều nước. Nhiều cửa hàng người lớn cũng kinh doanh trên internet. Cửa hàng người lớn là một phần của ngành công nghiệp tình dục.
Trong hầu hết các khu vực pháp lý, các cửa hàng người lớn được điều chỉnh bởi pháp luật, với lượng khách hàng có hạn, số tuổi tùy thuộc vào luật pháp địa phương. Một số khu vực có thể cấm cửa hàng người lớn và những hàng hóa mà họ rao bán. Trong một số khu vực pháp lý cho phép, họ có thể chiếu phim khiêu dâm trong gian hàng video tư nhân, hoặc có chương trình thoát y hoặc mang nội dung tục tĩu. Ngoài ra, họ còn có thể kinh doanh rạp phim khiêu dâm.
Ngoài ra còn có rất nhiều các cửa hàng người lớn trực tuyến bán một loạt các nội dung khiêu dâm như đồ chơi. Những cửa hàng này thường được ưa chuộng bởi người tiêu dùng vì ít chi phí và tiện lợi.